# Ashdod
Ashdod (hebraisk: אַשְׁדּוֹד) er en by i Israel. Byen ligger ved Middelhavskysten syd for Tel Aviv.
Ashdod har 220.174 (2015) indbyggere, og indbyggertallet vokser hurtigt.
Det moderne Ashdod er først grundlagt omkring 1955-57; men siden 1948 har der været et immigrant- og flygtningecenter på stedet. Ashdod er i dag en moderne og travl industriby med Israels største og vigtigste dybvandshavn. Med bygningen af et stort kraftværk, adskillige fabrikker og åbningen af havnen i 1965 er byen vokset kraftigt. I Ashdod er der også elektronikfabrikker, olie- og tekstilindustri samt anden tung industri.
Byen har en fin strand med promenade og restauranter.
Det historiske Ashdod, Tel Ashdod, ligger sydøst for byen og har haft stor historisk betydning, men der er kun få rester tilbage af den gamle filistæiske by. Ashdod har været stedet for blodige slag siden bibelsk tid. Under Uafhængighedskrigen i 1948 beskyttede egypterne det dengang arabiske område, inden de senere blev slået tilbage og de oprindelige indbyggere deporteret til Gazastriben.